# شنگلهورنر
شنگلهورنر (به لاتین: Tschingelhörner) یک کوه در سوئیس است که در کانتون گراوبوندن واقع شده‌است. شنگلهورنر ۲٬۸۴۹ متر بالاتر از سطح دریا واقع شده‌است.